# Fiquefleur-Équainville
Fiquefleur-Équainville là một xã thuộc tỉnh Eure trong vùng Normandie miền bắc nước Pháp.